# Phoenix Missi
Phoenix Dominique Missi Tomp (* 8. August 1999 in Yaoundé) ist ein kamerunischer Fußballspieler.

## Karriere
Missi begann seine Karriere in der APEJES Academy. Im November 2019 wechselte er nach Gambia zu den Gambinos Stars. Im August 2020 wechselte er nach Österreich zum Bundesligisten FC Admira Wacker Mödling.
Sein Debüt für die Admira in der Bundesliga gab er im November 2020, als er am sechsten Spieltag der Saison 2020/21 gegen den Wolfsberger AC in der Halbzeitpause für Wilhelm Vorsager eingewechselt wurde.